# Tamam Salam
Tamam Salam (Beirut, Líbano 13 de mayo de 1945) es un economista y político libanés, primer ministro de su país desde el 15 de febrero de 2014 hasta el 18 de diciembre de 2016, tras la renuncia de su predecesor Najib Mikati y anteriormente ministro de Cultura en el gobierno de Fuad Siniora (2008-2009).

## Primer ministro

### Elección
Su elección como primer ministro no fue llevada a cabo mediante comicios, sino que fue seleccionado por los Parlamentarios tras la salida inesperada de su predecesor Najib Mikati.
Su candidatura fue respaldada prácticamente de forma unánime por los grupos parlamentarios libaneses, contando con el apoyo de 124 de los 128 diputados, incluido el poderoso grupo chií Hezbolá.